# Till ett folks lycksalighet
Till ett folks lycksalighet är en psalm med tre verser, författade av Johan Olof Wallin. 
Texten är hämtad från psalmen Kristen, var för Herrens skull, där dessa utgör verserna 2-4.

## Publicerad som
- Nr 717 i Svenska Missionsförbundets sångbok 1920 under rubriken "Konung och Fädernesland".